# Rushsylvania
Rushsylvania és una població dels Estats Units a l'estat d'Ohio. Segons el cens del 2000 tenia 543 habitants.

## Demografia
Segons el cens del 2000, Rushsylvania tenia 543 habitants, 200 habitatges, i 151 famílies. La densitat de població era de 275,9 habitants per km².
Dels 200 habitatges en un 35,5% hi vivien nens de menys de 18 anys, en un 61,5% hi vivien parelles casades, en un 8,5% dones solteres, i en un 24,5% no eren unitats familiars. En el 21,5% dels habitatges hi vivien persones soles el 8,5% de les quals corresponia a persones de 65 anys o més que vivien soles. El nombre mitjà de persones vivint en cada habitatge era de 2,72 i el nombre mitjà de persones que vivien en cada família era de 3,13.
Per edats la població es repartia de la següent manera: un 29,1% tenia menys de 18 anys, un 10,7% entre 18 i 24, un 26,7% entre 25 i 44, un 21,7% de 45 a 60 i un 11,8% 65 anys o més.
L'edat mediana era de 33 anys. Per cada 100 dones de 18 o més anys hi havia 96,4 homes.
La renda mediana per habitatge era de 44.333 $ i la renda mediana per família de 45.469 $. Els homes tenien una renda mediana de 33.021 $ mentre que les dones 27.083 $. La renda per capita de la població era de 16.426 $. Aproximadament el 5,8% de les famílies i el 10,9% de la població estaven per davall del llindar de pobresa.

## Poblacions més properes
El següent diagrama mostra les poblacions més properes.